# Уннава Лакшмінараяна
Уннава Лакшмінараяна (*ఉన్నవ లక్ష్మీనారాయణ, 4 грудня 1877 —25 вересня 1958) — індійський письменник та драматург, що складав свої твори мовою телуґу.

## Життєпис
Народився у 1877 році у м. Вемулур, округ Гунтур, неподолі від Хайдарабаду. Закінчив у 1897 році початкову школу у м. Гунтур. Згодом успішно закінчив Сіксана-коледж, отримує знання з правництва. Після чого працював шкільним вчителем спочатку у Гунтурі, потім у м. Раджамундрі. У 1903 році починає працювати адвокатом. Виступав у 1905–1906 роках проти розділу Бенгалії. Разом з Кандукурі Вірешалінгамом брав участь у Товаристві соціальних реформ.
У 1908 році переїздить до Дублікну (Ірландія), де бере участь у рухі за самоврядування Ірландії. У 1916 році повертається до Індії, де обіймав посаду правника при Верховному суді Мадрасу. У 1923 році активно включається у боротьбу за незалежність Індії, незабаром обирається секретарем Індійського національного конгресу. У 1931 році сприяє поширенню сатьяграхи за сіль (за право безподаткова купувати індусам сіль), оголошеної Махатмою Ганді. Активна антибританська позиція Лакшмінараяни посилюється в роки Другої світової війни, за що у 1942 році його заарештовують.
після завершення війни отримує свободу. Продовжував боротьбу за незалежність. З 1947 року все більше займається літературною діяльністю. Водночас виступає за проведення рішучих соціальних реформ. Помер у 1958 році.

## Творчість
Автор низки романів та п'єс. Найвідомішим є роман «Село недоторканних» («Малапалле», 1921) — одна з перших книг мовою телугу, що підіймала сучасні соціальні проблеми. У ній відображено пробудження касти «недоторканних». Це одне з ранніх свідчень впливу соціалістичних ідей на літературу телугу. У 1938 році за його мотивами знято фільм.
Лакшмінараяні також належать біографія «Життя Акбара» (1906 рік), історична драма «Наякуралу» (1907 рік), критичні статті.